# Apocalypse (EP)
Apocalypse är en EP med det amerikanska symphonic power metal-bandet HolyHell, utgiven 3 mars 2007 av skivbolaget Magic Circle Music. En utvidgad version av EP:n innehåller två videor, bland annat duetten mellan Maria Breon och Eric Adams (från musikgruppen Manowar) av titellåten i Andrew Lloyd Webbers musikal The Phantom of the Opera.

## Låtlista
1. "Apocalypse" (Joey DeMaio/Manoel Staropoli) – 4:07
2. "Resurrection" (Godgory-cover) (Erik Andersson/Fredrick Olsson) – 6:30
3. "Phantom of the Opera" (live) (Andrew Lloyd Webber/Charles Hart/Mike Batt/Richard Stilgoe) – 6:17
4. "Last Vision" (Joey DeMaio/Manoel Staropoli) – 8:16

Bonusspår (video)
- Video 1 "Electronic Press Kit"
- Video 2 "The Phantom of the Opera" (live från 'Masters of Rock Festival 2005')

## Medverkande
Musiker (HolyHell-medlemmar)
- Maria Breon – sång
- Joe Stump – gitarr
- Jay Rigney – basgitarr
- Rhino (Kenny Earl Edwards) – trummor
- Francisco Palomo – keyboard
- Tom Hess – gitarr

Bidragande musiker
- Eric Adams – sång

Produktion
- Joey DeMaio – producent, ljudtekniker
- Dirk Kloiber – ljudtekniker
- Makis Kyrkos – assisterande ljudtekniker
- Manoel Arruda – assisterande ljudtekniker
- Ronald Prent – ljudmix
- Rich Breen – ljudmix (spår 3)
- Darcy Proper – mastering
- Francisco Palomo – redigering
- Jan Yrlund – omslagskonst
- Guido Karp – foto